# Ernst Zimmermann (teolog)
Ernst Christoph Philipp Zimmermann, född den 18 september 1786 i Darmstadt, död där den 24 juni 1832, var en tysk teolog och publicist, bror till Karl Zimmermann.
Zimmermann, som var hovpredikant i sin hemstad, var en kraftfull och anderik predikant (Predigten i 8 band, 1815-30) och uppsatte 1822 den första kyrkotidningen på tyska, den rationalistiskt färgade "Allgemeine Kirchenzeitung", samt 1824 "Allgemeine Schulzeitung" med mera.